# George Meeker
George Meeker (ur. 5 marca 1904, zm. 19 sierpnia 1984) – amerykański aktor filmowy.

## Filmografia
- 1928: Chicken a La King jako Buck Taylor
- 1932: Misleading Lady jako Tracy
- 1934: The Richest Girl in the World jako Donald 'Don'
- 1936: Pan z milionami jako Henneberry (niewymieniony w czołówce)
- 1937: Wzgardzona jako Spencer Chandler (niewymieniony w czołówce)
- 1938: Tarzan's Revenge jako Nevin 'Nev' Potter
- 1938: Maria Antonina jako Robespierre
- 1939: Ten cudowny świat jako Ned Brown (niewymieniony w czołówce)
- 1939: Burzliwe lata dwudzieste jako Harold Masters
- 1939: Przeminęło z wiatrem jako Pfiffer (niewymieniony w czołówce)
- 1941: High Sierra jako kapitan grający w pokera (niewymieniony w czołówce)
- 1941: Love Crazy jako Prawnik DeWest
- 1941: Poprzez noc jako reporter (niewymieniony w czołówce)
- 1942: Yankee Doodle Dandy jako recepcjonista (niewymieniony w czołówce)
- 1942: Casablanca jako przyjaciel Micka (niewymieniony w czołówce)
- 1943: Zdarzenie w Ox-Bow jako pan Swanson (niewymieniony w czołówce)
- 1943: Syn Draculi jako gość na przyjęciu (niewymieniony w czołówce)
- 1944: Port of 40 Thieves jako Frederick St. Clair
- 1944: Małżeństwo to prywatna sprawa jako Jonesy (niewymieniony w czołówce)
- 1944: Dead Man’s Eyes jako Nick Phillips
- 1947: Droga do Rio jako Sherman Mallory
- 1948: Słowa i muzyka jako producent (niewymieniony w czołówce)
- 1950: The Invisible Monster jako Harry Long
- 1966: Slaves of the Invisible Monster jako Harry Long

## Wyróżnienia
Posiada swoją gwiazdę na Hollywoodzkiej Alei Gwiazd.